# メチルマロン酸セミアルデヒドデヒドロゲナーゼ (アシル化)
メチルマロン酸セミアルデヒドデヒドロゲナーゼ (アシル化)（methylmalonate-semialdehyde dehydrogenase (acylating)、MSDH）は、バリン・ロイシン・イソロイシン分解、イノシトール代謝、プロピオン酸代謝酵素の一つで、次の化学反応を触媒する酸化還元酵素である。
2-メチル-3-オキソプロパン酸 + CoA + NAD+ {\displaystyle \rightleftharpoons } プロパノイルCoA + CO2 + NADH + H+
反応式の通り、この酵素の基質は2-メチル-3-オキソプロパン酸（メチルマロン酸セミアルデヒド）とCoAとNAD+、生成物はプロパノイルCoAとCO2とNADHとH+である。
組織名は2-methyl-3-oxopropanoate:NAD+ 3-oxidoreductase (CoA-propanoylating)で、別名にMMSA dehydrogenaseがある。